# Tirwaganj
Tirwaganj é uma cidade e uma nagar panchayat no distrito de Kannauj, no estado indiano de Uttar Pradesh.

## Demografia
Segundo o censo de 2001, Tirwaganj tinha uma população de 20,229 habitantes. Os indivíduos do sexo masculino constituem 53% da população e os do sexo feminino 47%. Tirwaganj tem uma taxa de literacia de 67%, superior à média nacional de 59.5%: a literacia no sexo masculino é de 73% e no sexo feminino é de 61%. Em Tirwaganj, 15% da população está abaixo dos 6 anos de idade.